# Glazenmakers (familie)
De glazenmakers (Aeshnidae) vormen een familie van echte libellen (Anisoptera). De wetenschappelijke naam van de familie wordt abusievelijk weleens als Aeschnidae gespeld.

## Kenmerken
Het zijn grote libellen van 60 tot 85 mm lang, met een spanwijdte van 65 tot 90 mm. Het achterlijf, dat langer is dan de vleugels, is donker met een lichtere mozaïektekening, of licht met een donkere rugstreep, zoals bij het geslacht Anax. Het borststuk draagt altijd schouderstrepen of een lichte tekening aan de zijkant, en vaak beide.
De glazenmakers zijn te onderscheiden van de nog grotere bronlibellen (Cordulegastridae) doordat de facetogen elkaar voor een groter deel raken aan de bovenkant van de kop.

## Leefwijze
De mannetjes zijn erg territoriaal ingesteld en vallen andere mannetjes direct aan. Ze houden hun territorium constant in de gaten door middel van patrouillevluchten.

## Voortplanting
De eieren worden afgezet in planten. De grote larven zijn goed gecamoufleerd en jagen op kikkervisjes en visbroed.

## Naamgeving
De naam is gebaseerd op de gelijkenis met glazenmakers uit vroeger tijden. Wanneer zij ruiten moesten repareren, dan droegen zij het glas in een raamwerk van latten op de rug waardoor het wel vleugels leken.

## Geslachten
- Acanthaeschna Selys, 1883
- Adversaeschna Watson, 1992
- Aeschnophlebia Selys, 1883
- Aeshna Fabricius, 1775 – Glazenmakers
- Afroaeschna Peters & Theischinger, 2011
- Agyrtacantha Lieftinck, 1937
- Allopetalia Selys, 1873
- Amphiaeschna Selys, 1871
- Anaciaeschna Selys, 1878
- Anax Leach, 1815
- Andaeschna De Marmels, 1994
- Antipodophlebia Fraser, 1960
- Austroaeschna Selys, 1883
- Austrogynacantha Tillyard, 1908
- Austrophlebia Tillyard, 1916
- Basiaeschna Selys, 1883
- Boyeria McLachlan, 1895 – Schemerlibellen
- Brachytron Evans, 1845 – Glassnijders
- Caliaeschna Selys, 1883 – Schaduwlibellen
- Castoraeschna Calvert, 1952
- Cephalaeschna Selys, 1883
- Coryphaeschna Williamson, 1903
- Dendroaeschna Tillyard, 1916
- Dromaeschna Förster, 1908
- Epiaeschna Hagen in Selys, 1883
- Gomphaeschna Selys, 1871
- Gynacantha Rambur, 1842
- Gynacanthaeschna Fraser, 1921
- Heliaeschna Selys, 1882
- Indaeschna Fraser, 1926
- Limnetron Förster, 1907
- Linaeschna Martin, 1908
- Nasiaeschna Selys in Förster, 1900
- Neuraeschna Hagen, 1867
- Notoaeschna Tillyard, 1916
- Oligoaeschna Selys, 1889
- Oplonaeschna Selys, 1883
- Oreaeschna Lieftinck, 1937
- Periaeschna Martin, 1908
- Petaliaeschna Fraser, 1927
- Pinheyschna Peters & Theischinger, 2011
- Planaeschna McLachlan, 1896
- Plattycantha Förster, 1908
- Polycanthagyna Fraser, 1933
- Racenaeschna Calvert, 1958
- Remartinia Navás, 1911
- Rhionaeschna Förster, 1909
- Sarasaeschna Karube & Yeh, 2001
- Spinaeschna Theischinger, 1982
- Staurophlebia Brauer, 1865
- Sundaeschna Kiyoshi & Katatani, 2018
- Telephlebia Selys, 1883
- Tetracanthagyna Selys, 1883
- Triacanthagyna Selys, 1883
- Zosteraeschna Peters & Theischinger, 2011

## Soorten in Nederland en België
In Nederland en België komen twaalf soorten voor, verdeeld over drie geslachten:
- Geslacht Aeshna – Glazenmakers
  - Blauwe glazenmaker (Aeshna cyanea)
  - Bruine glazenmaker (Aeshna grandis)
  - Groene glazenmaker (Aeshna viridis)
  - Noordse glazenmaker (Aeshna subarctica)
  - Paardenbijter (Aeshna mixta)
  - Venglazenmaker (Aeshna juncea)
  - Vroege glazenmaker (Aeshna isoceles)
  - Zuidelijke glazenmaker (Aeshna affinis)
- Geslacht Anax – Keizerlibellen
  - Zadellibel (Anax ephippiger)
  - Grote keizerlibel (Anax imperator)
  - Zuidelijke keizerlibel (Anax parthenope)
- Geslacht Brachytron – Glassnijders
  - Glassnijder (Brachytron pratense)

## Foto's

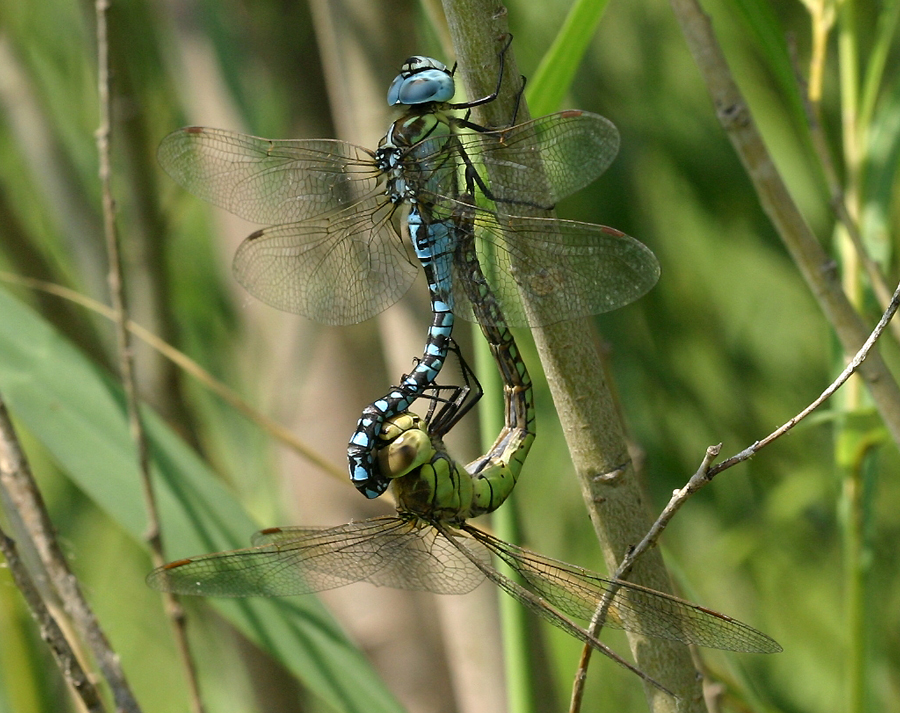
Aeshna affinis
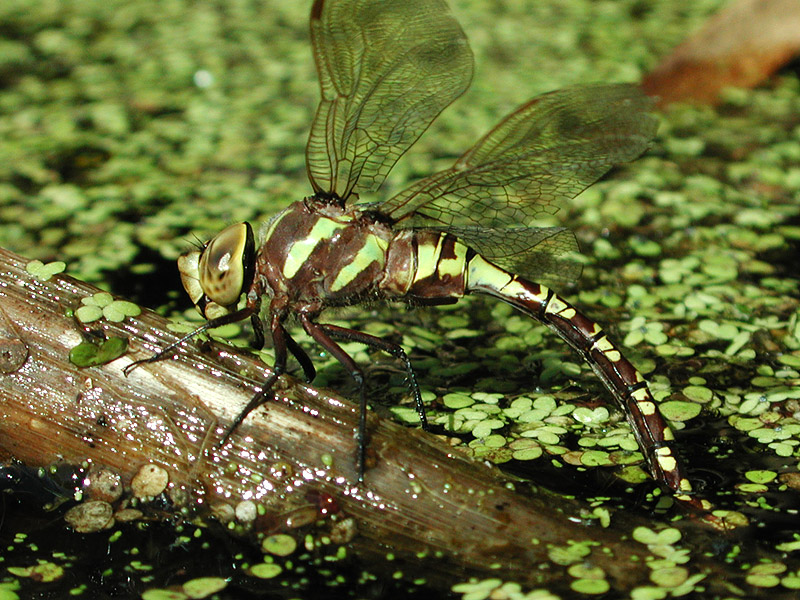
Aeshna canadensis
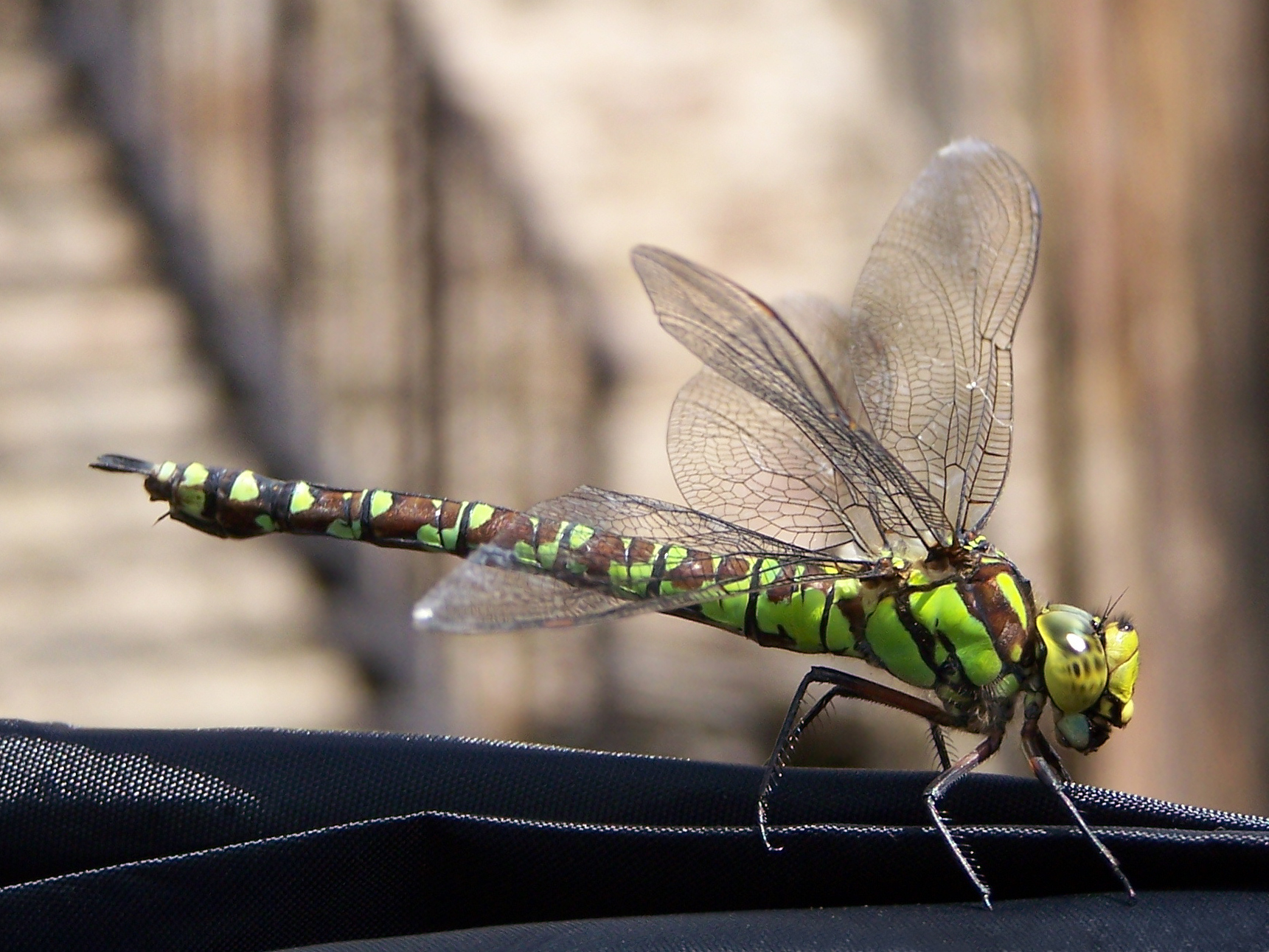
Aeshna cyanea
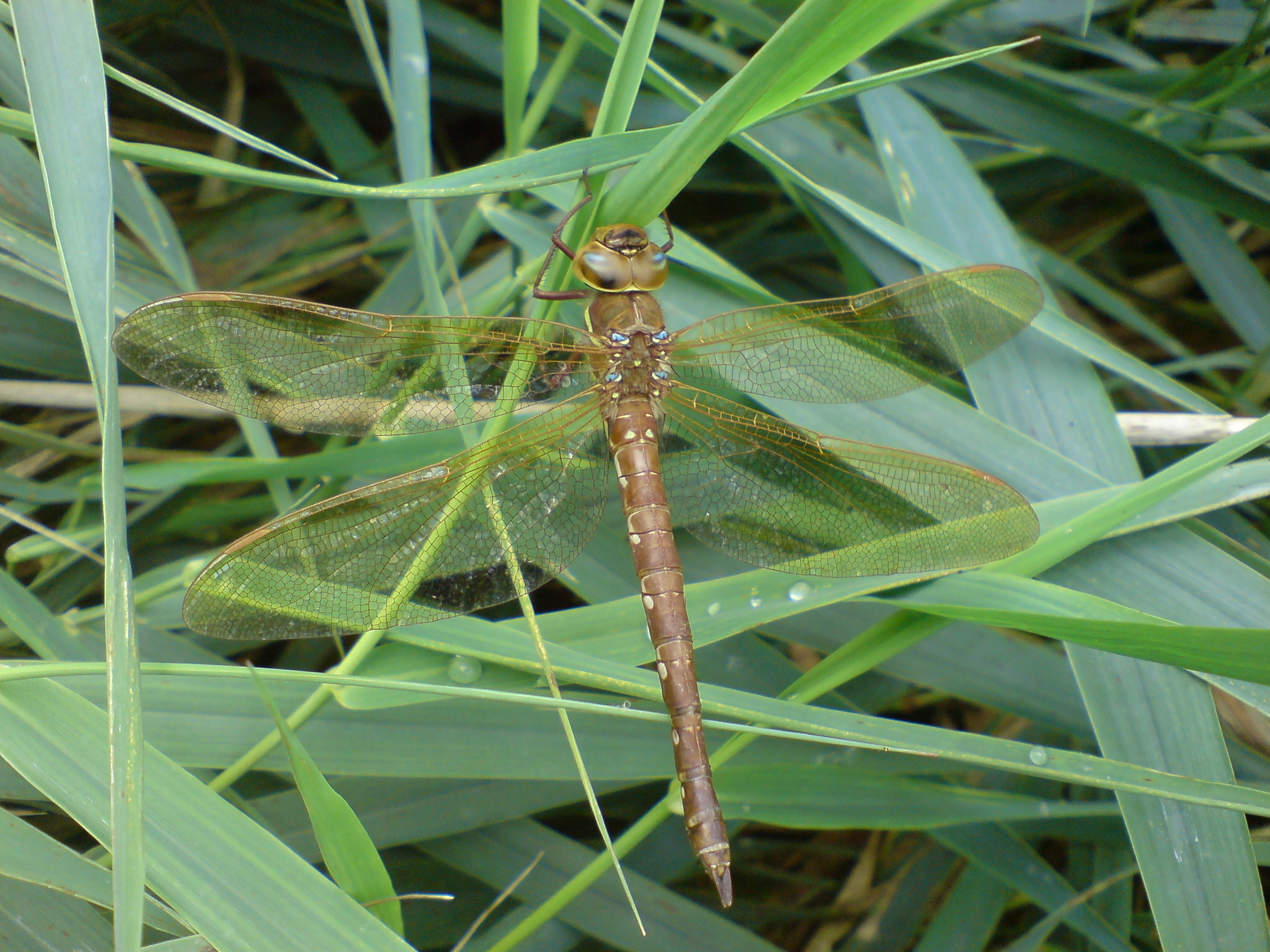
Aeshna grandis
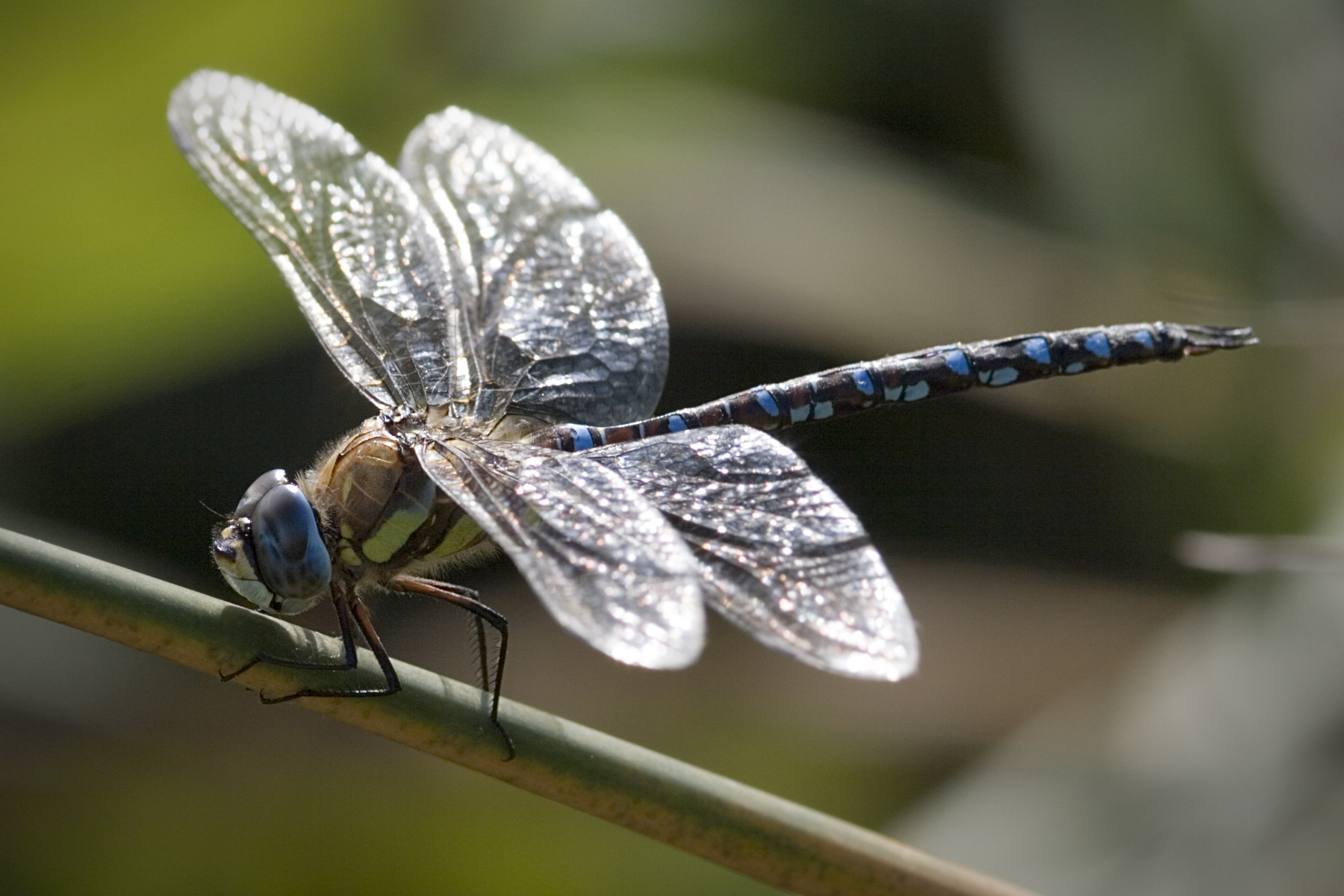
Aeshna juncea
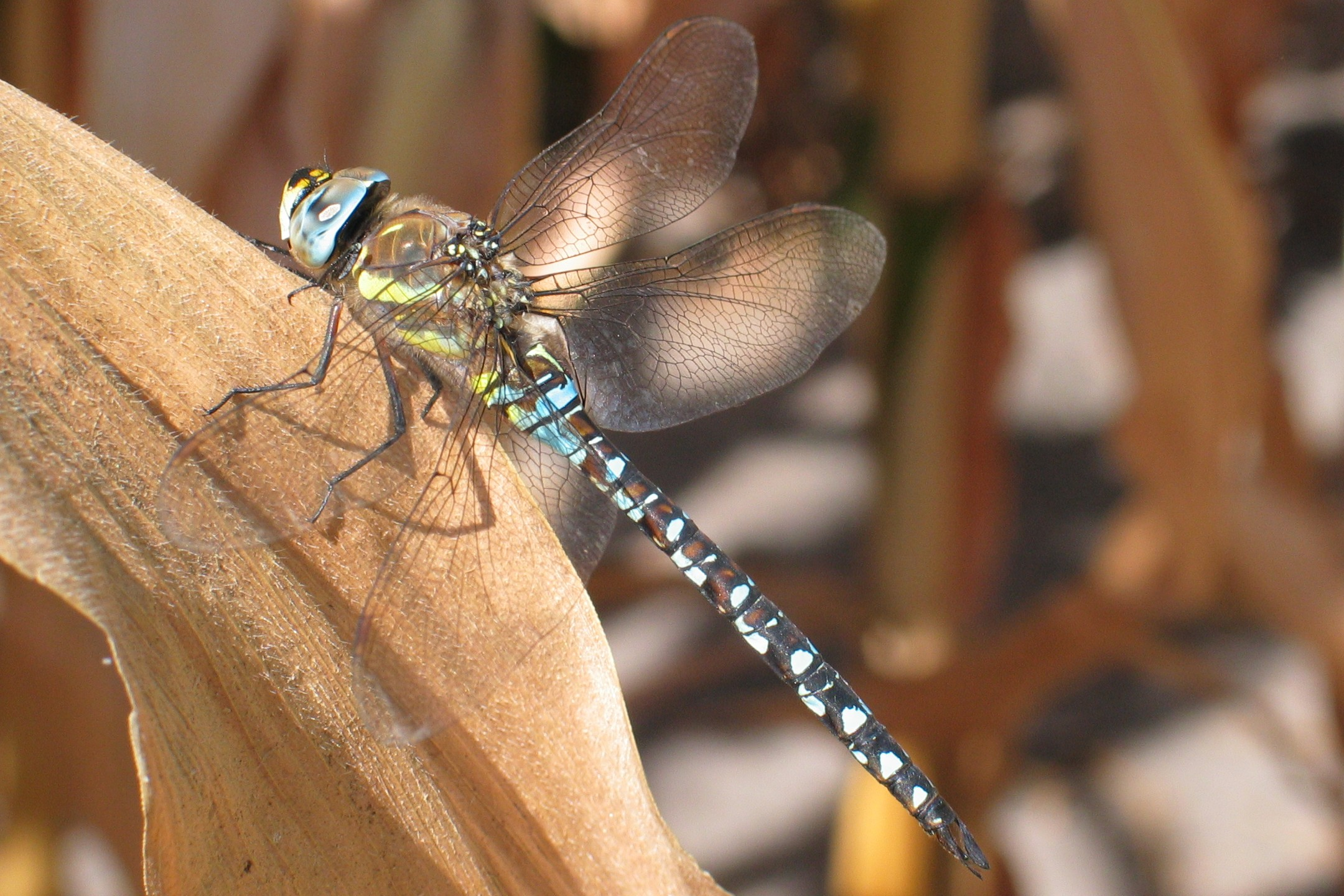
Aeshna mixta
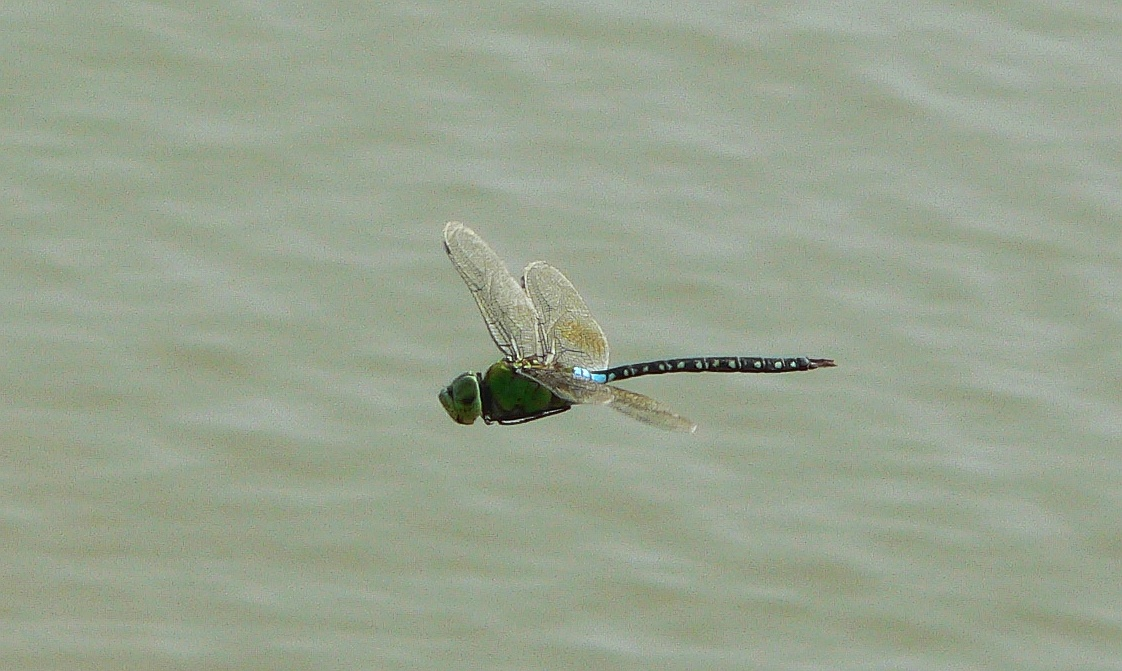
Anax guttatus
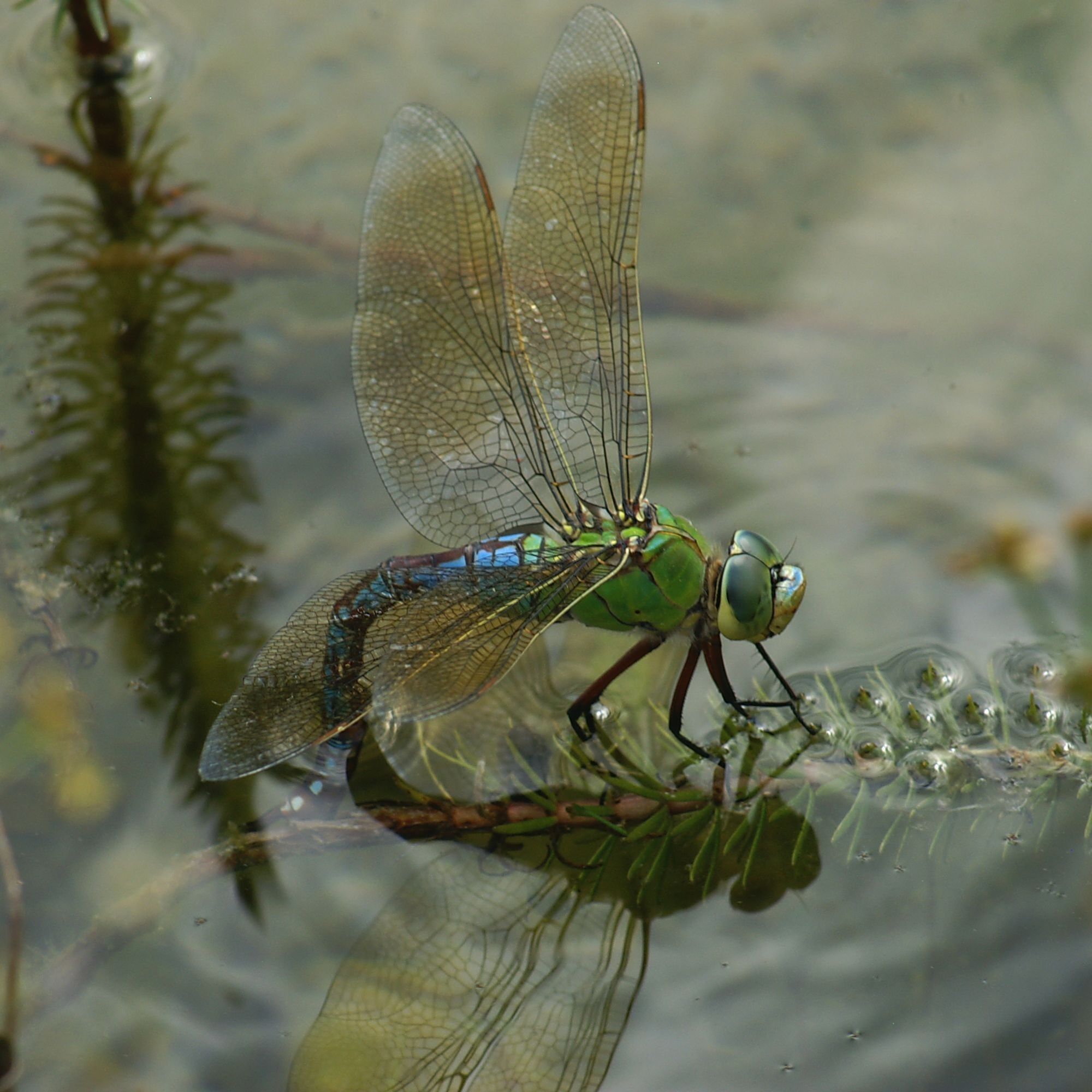
Anax imperator
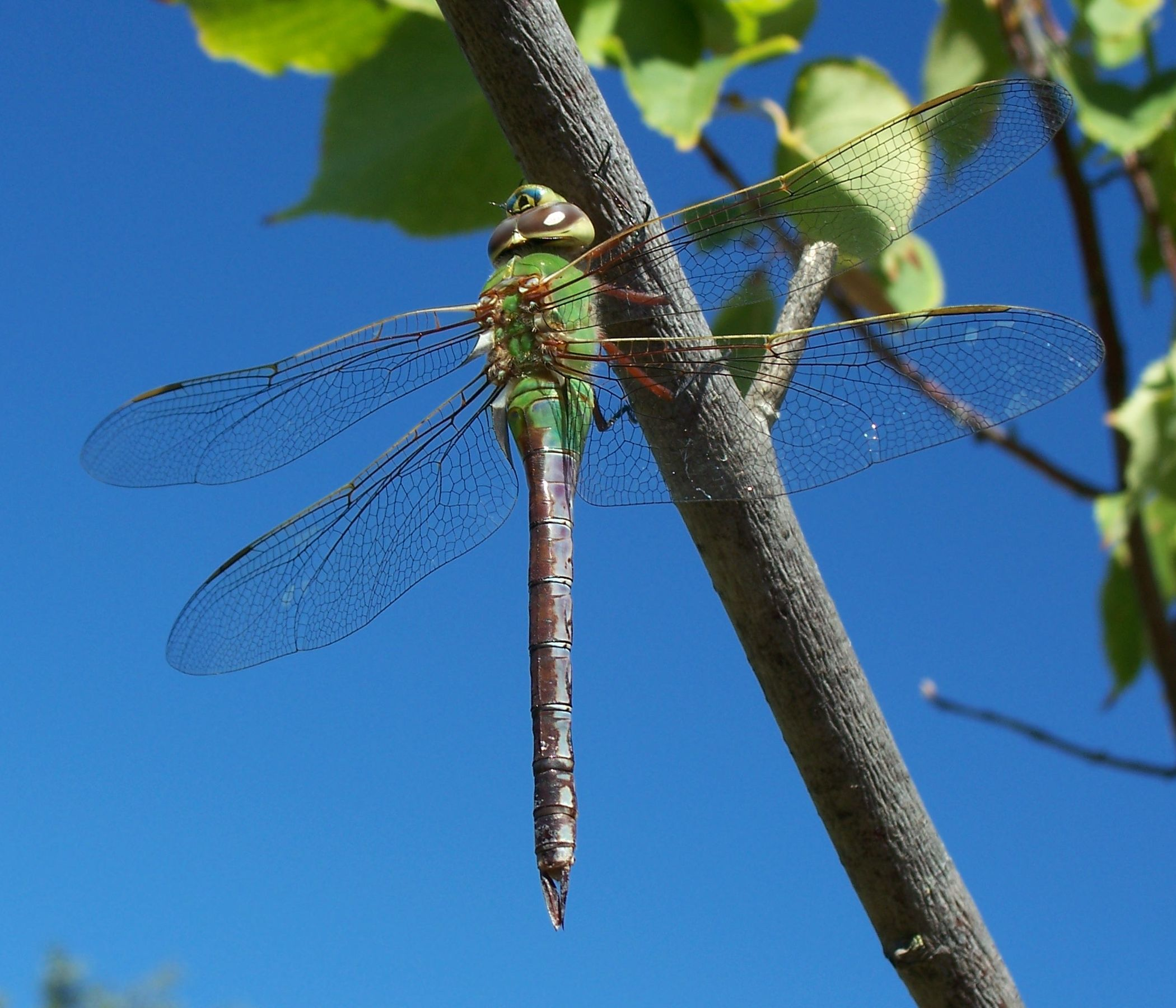
Anax junius
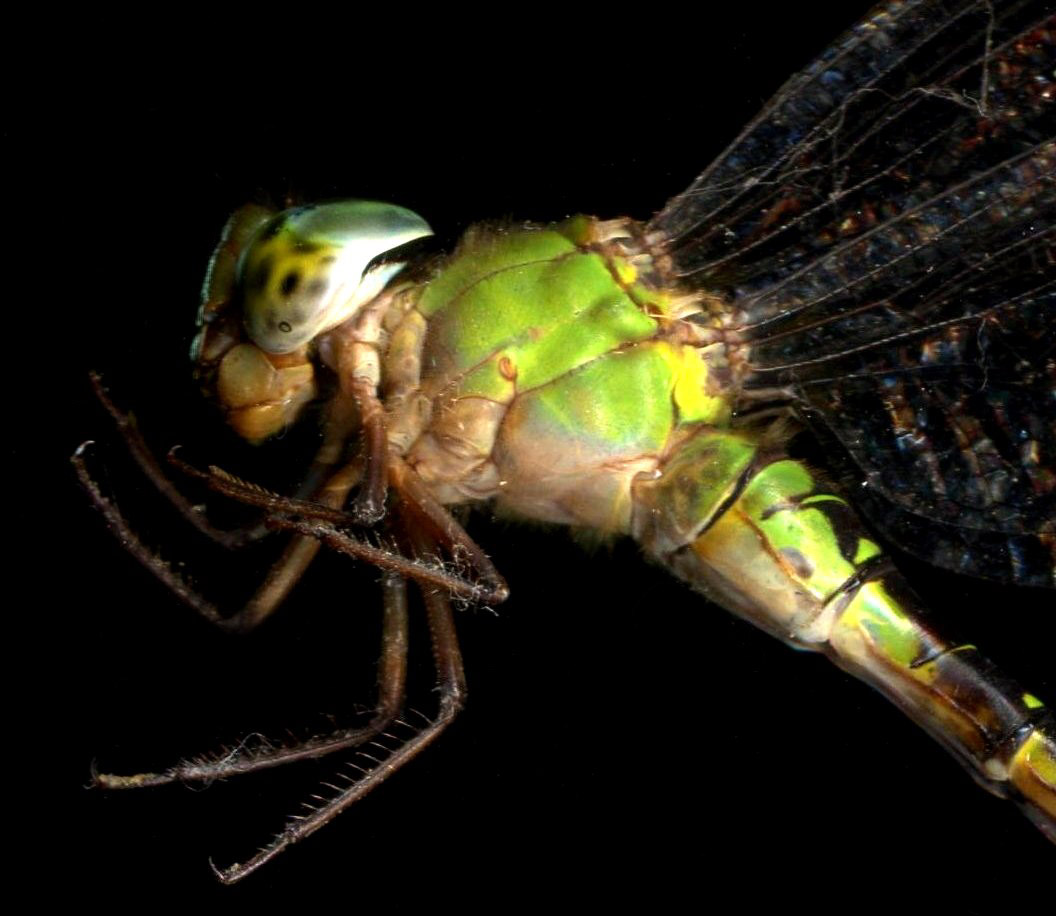
Anax parthenope
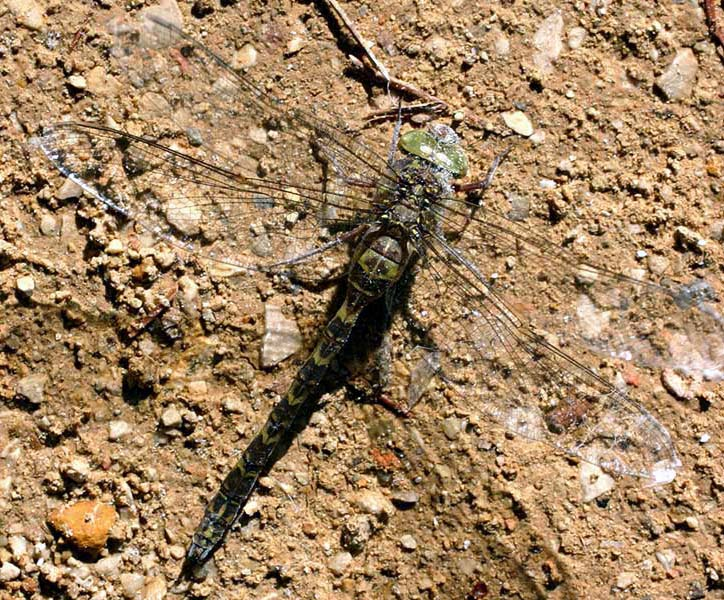
Boyeria irene
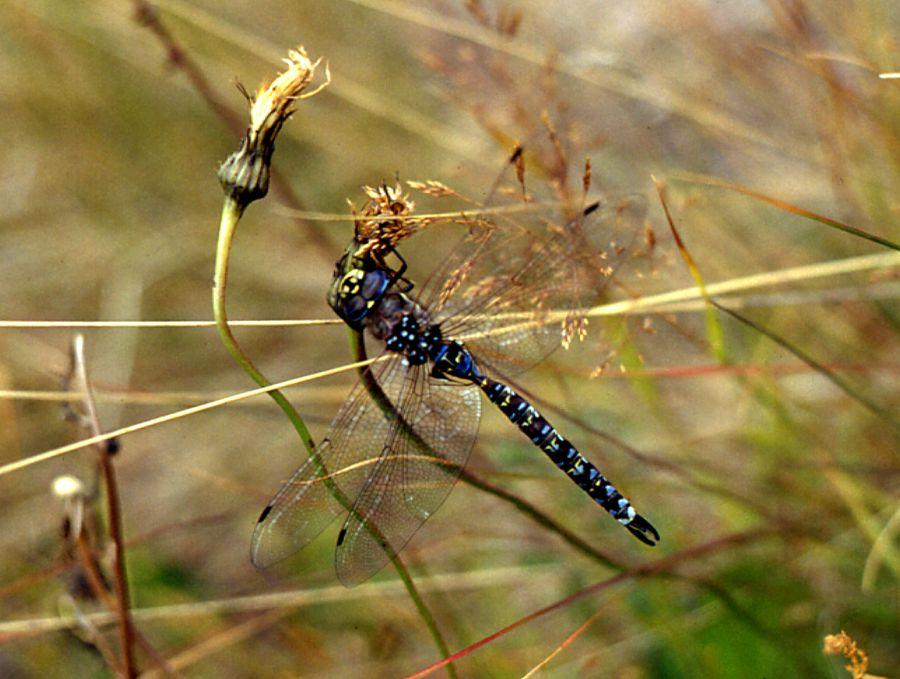
Rhionaeschna variegata